# Júlio César (football, 1986)
Pour les articles homonymes, voir Júlio César et César.
Júlio César Jacobi, dit Júlio César, né le 2 septembre 1986 à Guaramirim est un footballeur brésilien, qui évolue au poste de gardien de but.

## Biographie
Júlio César est formé dans son pays natal, au Brésil. Il fait ses débuts professionnels avec le club du Botafogo FR où il joue trois saisons avant de rejoindre l'Europe, plus précisément le Portugal en signant en faveur du CF Belenenses. Il prend petit à petit la place de numéro un avant de rejoindre le Benfica Lisbonne en 2009.
Lors de sa première saison au club, il prend part aux matchs de coupe et de Ligue Europa où le club atteint les quarts de finale avant d'être éliminé par le Liverpool FC. Après deux saisons au club, il est prêté au Grenade CF où il gagne du temps de jeu. À son retour au club il ne joue pas et quitte le club en 2014.
Il rejoint le Getafe CF  en tant que joker médical mais ne reste que quatre mois.
En 2014, il retourne dans son pays natal et rejoignant le Fluminense FC.

## Statistiques
| Saison                | Club                  | Championnat           | Championnat | Championnat | Coupe(s) nationale(s) | Coupe(s) nationale(s) | Compétition(s) continentale(s) | Compétition(s) continentale(s) | Compétition(s) continentale(s) | Autres compétitions | Autres compétitions | Autres compétitions | Total | Total |
| Saison                | Club                  | Division              | M.          | B.          | M.                    | B.                    | Comp.                          | M.                             | B.                             | Comp.               | M.                  | B.                  | M.    | B.    |
| 2006                  | Botafogo FR           | Brasileirão           | 2           | 0           | -                     | -                     | -                              | -                              | -                              | -                   | -                   | -                   | 2     | 0     |
| 2007                  | Botafogo FR           | Brasileirão           | 18          | 0           | 7                     | 0                     | -                              | -                              | -                              | -                   | -                   | -                   | 25    | 0     |
| Sous-total            | Sous-total            | Sous-total            | 20          | 0           | 7                     | 0                     | -                              | -                              | -                              | -                   | -                   | -                   | 27    | 0     |
| 2007-2008             | CF Belenenses         | Liga ZON              | 11          | 0           | -                     | -                     | -                              | -                              | -                              | -                   | -                   | -                   | 11    | 0     |
| 2008-2009             | CF Belenenses         | Liga ZON              | 30          | 0           | 7                     | 0                     | -                              | -                              | -                              | -                   | -                   | -                   | 37    | 0     |
| Sous-total            | Sous-total            | Sous-total            | 41          | 0           | 7                     | 0                     | -                              | -                              | -                              | -                   | -                   | -                   | 48    | 0     |
| 2009-2010             | Benfica Lisbonne      | Liga ZON              | -           | -           | 2                     | 0                     | C3                             | 12                             | 0                              | -                   | -                   | -                   | 14    | 0     |
| 2010-2011             | Benfica Lisbonne      | Liga ZON              | 4           | 0           | 6                     | 0                     | -                              | -                              | -                              | -                   | -                   | -                   | 10    | 0     |
| 2012-2013             | Benfica Lisbonne      | Liga ZON              | -           | -           | -                     | -                     | -                              | -                              | -                              | -                   | -                   | -                   | 0     | 0     |
| Sous-total            | Sous-total            | Sous-total            | 4           | 0           | 8                     | 0                     | -                              | 12                             | 0                              | -                   | -                   | -                   | 24    | 0     |
| 2011-2012             | Grenade CF (prêt)     | Liga                  | 16          | 0           | 1                     | 0                     | -                              | -                              | -                              | -                   | -                   | -                   | 17    | 0     |
| 2013-2014             | Getafe CF             | Liga                  | 5           | 0           | -                     | -                     | -                              | -                              | -                              | -                   | -                   | -                   | 5     | 0     |
| 2015                  | Fluminense FC         | Brasileirão           | 2           | 0           | 2                     | 0                     | -                              | -                              | -                              | -                   | -                   | -                   | 4     | 0     |
| 2016                  | Fluminense FC         | Brasileirão           | 17          | 0           | 1                     | 0                     | -                              | -                              | -                              | -                   | -                   | -                   | 18    | 0     |
| 2017                  | Fluminense FC         | Brasileirão           | 22          | 0           | 7                     | 0                     | CS                             | 4                              | 0                              | CAR                 | 7                   | 0                   | 40    | 0     |
| 2018                  | Fluminense FC         | Brasileirão           | 35          | 0           | 4                     | 0                     | CS                             | 10                             | 0                              | CAR                 | 13                  | 0                   | 62    | 0     |
| Sous-total            | Sous-total            | Sous-total            | 76          | 0           | 14                    | 0                     | -                              | 14                             | 0                              | -                   | 20                  | 0                   | 124   | 0     |
| 2019                  | Grêmio Porto Alegre   | Brasileirão           | 8           | 0           | -                     | -                     | -                              | -                              | -                              | GAU                 | 5                   | 0                   | 13    | 0     |
| 2020                  | Grêmio Porto Alegre   | Brasileirão           | 1           | 0           | -                     | -                     | -                              | -                              | -                              | GAU                 | -                   | -                   | 1     | 0     |
| Sous-total            | Sous-total            | Sous-total            | 9           | 0           | -                     | -                     | -                              | -                              | -                              | -                   | 5                   | 0                   | 14    | 0     |
| Total sur la carrière | Total sur la carrière | Total sur la carrière | 171         | 0           | 37                    | 0                     | -                              | 26                             | 0                              | -                   | 25                  | 0                   | 259   | 0     |

## Palmarès
Júlio César est vice-champion du Portugal en 2011 et finaliste de la Supercoupe du Portugal en 2010 avec le Benfica Lisbonne. 